# Vitaliano Della Sala
Vitaliano Della Sala (Mercogliano, 23 settembre 1963) è un presbitero italiano della Chiesa cattolica, noto per la sua vicinanza al movimento no-global.

## Biografia
Nasce a Mercogliano, vicino ad Avellino, da una famiglia di piccoli commercianti. Vive, fino a otto anni, nella casa-negozio del nonno, a undici anni entra nel seminario dell'abbazia di Montevergine.
Nell'ottobre del 1974 Della Sala viene iscritto al seminario di Loreto, tra Mercogliano e Avellino, ove incontra gli adolescenti dell'Ente nazionale assistenza orfani, la cui sede è a pochi metri dal seminario. Conclusa questa esperienza, viene iscritto al seminario arcivescovile di Benevento. Della Sala, adolescente, si oppone alla preghiera comunitaria obbligatoria. Alle punizioni, risponde scappando dal seminario. Dopo essere stato espulso dal seminario, il parroco di Mercogliano Giuseppe Jasso lo iscrive al liceo di Nola, scuola privata frequentata soprattutto da laici, dove supera l'esame di maturità nel luglio del 1982. Iscritto alla Pontificia Facoltà Teologica dell'Italia Meridionale di Capodimonte a Napoli, nel 1983, ottiene il baccellierato magna cum laude in teologia, nel luglio del 1990.
Contemporaneamente alle contestazioni nei confronti delle istituzioni ecclesiastiche, che Della Sala considera obsolete e lontane dalla vita delle persone comuni, iniziano gli impegni sociali e politici, che lo vedono in Palestina nel 1989 con l'organizzazione Peace now, ove visita un kibbutz incontrando i pacifisti israeliani sulle alture del Golan, e partecipa alla catena umana attorno alle mura di Gerusalemme assieme a trentamila europei, americani, palestinesi, ebrei.
Nel 1993 si interessa ai Balcani e alla Jugoslavia, con i Beati costruttori della pace marcia fino al limite di Sarajevo. Quando rientra in Italia, come insegnante di religione alle scuole medie, si unisce al movimento studentesco di Avellino e appoggia le occupazioni di licei e istituti tecnici.
Nel settembre del 1994, cessa il lavoro di insegnante e parte per lo Sri Lanka, visitando il villaggio per il quale in età giovanile aveva fatto beneficenza. Nel gennaio del 1995 irrompe nel cinema Partenio di Avellino, sede di un convegno sul tema della ricostruzione conseguente al terremoto del 1980, denunciando sperperi da parte delle autorità dei fondi stanziati per la riparazione dei danni. Nel novembre del 1996 decide di violare la legge Turco-Napolitano ospitando una famiglia serba fuggita dalla guerra facendola dormire in canonica, poi si autodenuncia con una lettera al presidente della Repubblica.
Nel marzo del 1998 si aggrega all'associazione Un ponte per Baghdad, e si reca in Iraq per agire come scudo umano durante i bombardamenti statunitensi. Nel maggio del 1998 è in Messico, nella regione del Chiapas, a sostegno dell'insurrezione zapatista, dove benedirà il subcomandante Marcos, poi è la volta dell'Albania e del Kurdistan, del summit della Banca Mondiale a Praga nel settembre del 2000 e del G8 a Genova nel luglio del 2001.
Nel frattempo si oppone alle procedure ecclesiali, non partecipando alle riunioni del clero e criticandole aspramente, sino ad accusare in un discorso al World Gay Pride 2000 i cardinali Angelo Sodano e Pio Laghi di aver tratto vantaggio dalle dittature militari di Augusto Pinochet in Cile e di Jorge Rafael Videla in Argentina.
Don Vitaliano riceve la prima monitio (ammonizione) canonica nel 2000, con la proibizione di allontanarsi dalla parrocchia senza autorizzazione, pubblicare articoli o interviste, partecipare a dibattiti e manifestazioni, permettersi giudizi critici sull'operato della chiesa. Viene ammonito una seconda volta nel luglio 2001 con l'imposizione di trascorrere un mese intero presso l'ex eremo camaldolese di Visciano di Nola. Il 5 marzo 2002 don Vitaliano viene ufficialmente rimosso dall'ufficio di parroco in Sant'Angelo a Scala, ricevendo la solidarietà degli abitanti del paese, oltre a quella del sindaco, dei consiglieri comunali, da Alleanza Nazionale a Rifondazione comunista, del Centro studi teologici di Milano, del giudice Antonino Caponnetto e altri.
La notizia viene diffusa dalle agenzie di informazione internazionali. Da Ginevra lo contatta un ufficio dell'ONU, annunciandogli che scriverà una lettera alle gerarchie vaticane per protestare contro il maltrattamento di chi difende i diritti umani. Il 29 dicembre, don Vitaliano spedisce un infruttuoso ricorso alla Congregazione del clero, con cui chiede di rientrare nella sua parrocchia, dopodiché interrompe le proteste.
Con l'avvento del nuovo vescovo Francesco Marino, la situazione canonica di don Vitaliano viene risolta, con il ritiro della sospensione a divinis e degli altri divieti in cui era incorso, pur senza essere nominato di nuovo parroco di Sant'Angelo a Scala.
Dal 1º ottobre 2009 è amministratore parrocchiale della chiesa madre di Mercogliano, l'arcipretura dei santi Pietro e Paolo nel borgo medievale di Capocastello.
Dal settembre 2018 don Vitaliano è di nuovo parroco. E parroco due volte: è stato infatti recentemente nominato dal vescovo di Avellino mons. Arturo Aiello (dal 2016 succeduto a mons. Marino, ora vescovo di Nola) parroco della chiesa che da anni reggeva come amministratore parrocchiale, e che si trova nel borgo medievale di Mercogliano; ma è parroco anche dell’altra parrocchia presente nel paese, quella dell’Annunziata, di costruzione più recente e più popolosa. È caduto anche l’“interdetto” a celebrare a Sant’Angelo a Scala che non il vescovo, ma uno dei parroci che era succeduto a don Vitaliano aveva stabilito; e che gli impediva di fatto di celebrare nel paese dove era stato prete per oltre dieci anni.
Mons. Aiello lo ha inoltre nominato vice direttore della Caritas diocesana di Avellino. Vitaliano, alla proposta di questo incarico, aveva inizialmente opposto la sua riserva, legata alla difficoltà di occuparsi di relazioni istituzionali. Poi però il vescovo ha chiarito che il suo sarebbe stato un ruolo “di strada”, a contatto cioè con gli emarginati e i loro bisogni concreti.
Una riabilitazione a tutti gli effetti, insomma, di quello che per tanti anni è stato considerato un “prete-contro”. Ma certo non contro il Vangelo”. (Valerio Gigante, Adista Notizie nº 5 del 09/02/2019; www.adista.it).
La domenica dopo il festival di Sanremo 2019, e dopo le polemiche “razziste” rivolte, anche da qualche prete, contro l’autore della canzone vincitrice, don Vitaliano ha fatto cantare «Soldi» di Mahmood prima della Messa:  «È stata una scelta dei ragazzi dell’oratorio parrocchiale. Ne hanno parlato insieme e hanno capito il senso della canzone» così il parroco spiega la scelta di far cantare in chiesa a Mercogliano la canzone “Soldi” di Mahmood, vincitore del festival di Sanremo. Per il parroco questa è la risposta alle tante polemiche sul cantante, sull'integrazione e sui discorsi intrisi di razzismo. "Bisogna riflettere sui temi trattati nella canzone - prosegue il parroco irpino - come l’attaccamento ai soldi che rovina i rapporti familiari e interpersonali". Secondo don Vitaliano il pezzo di Mahmood si lega anche al tema del Vangelo trattato domenica, le Beatitudini, che recita: "Beati voi poveri perché vostro è il regno dei cieli". Il cantare un testo non religioso prima dell'inizio della Messa ha suscitato qualche interrogativo, ma a Mercogliano non è la prima volta che accade, e lo stesso don Vitaliano è convinto che la scelta di cantare "Soldi" di Mahmood domenica sia stata "non una polemica" bensì "l'occasione per discutere di argomenti che forse non saremmo riusciti a fare entrare nel nostro programma dell'oratorio"». (da Avvenire.it, 18.02.2019).
- Il Vangelo secondo me. Le parabole di Gesù Nazareno, Supplemento a Liberazione, 2005.
- Nel 2010, insieme ad Alex Zanotelli e Andrea Gallo partecipa al libro di Gianluca Ferrara "Nonostante il Vaticano".